# Память Ленина
Па́мять Ле́нина — хутор в Выселковском районе Краснодарского края.
Входит в состав Ирклиевского сельского поселения.

## Население
| 2002 | 2010 |
| ---- | ---- |
| 287  | ↗300 |

## Улицы
| - ул. Клубная, - ул. Красная, | - ул. Советская, - ул. Степная. |